# Freddy Ehlers
Freddy Ehlers Zurita (Quito, 30 de novembro de 1945) é um político equatoriano. 
Ficou conhecido com o seu programa La Televisión como apresentador e produtor.  Em 1996 e 1998 foi candidato presidencial, e de 2002 a 2006, foi eleito legislador do Parlamento Andino.  
Em 18 de janeiro de 2007, foi eleito como novo Secretário Geral da Comunidade Andina de Nações. 